# Beulah Louise Henry
Beulah Louise Henry   (Raleigh, 28 de setembre de 1887 - Nova York, 26 de febrer de 1973) va ser una inventora estatunidenca. Als anys 1930, li van donar el malnom "Lady Edison" per la quantitat d'invents. Els seus invents inclouen una màquina de cosir sense bobines i un congelador per fer gelats per buit. Tot i que va obtenir 49 patents, va desenvolupar 110 invents.
Va néixer a Carolina del Nord, filla del matrimoni entre Walter R. i Beulah Henry. Era la neta d'un governador de Carolina del Nord, W. W. Holden i descendent directe de Patrick Henry. Del 1909 fins 1912 va assistir a l'escola presbiteriana de Carolina del Nord i a Queens College, totes dues a Charlotte, Carolina del Nord. Mentre vivia allà, va publicar les seves primeres tres patents. Es va traslladar a Nova York el 1924, on va fundar dues empreses. Va treballar com inventora per l'empresa Nicholas Machine Works del 1939 fins al 1955. També va exercir de consultora per diverses companyies que manufacturaven els seus invents, incloent-hi Mergenthaler Linotype Company i la International Doll Company. Va viure a hotels de Nova York, va pertànyer a diferents societats científiques i no es va casar mai.
Es va incloure a Henry a la National Inventors Hall of Fame el 2006.

## Invents
Una llista parcial dels seus invents:
- congelador per fer gelats basat en buit (1912)[4]
- paraigües amb varietat de colors (1924)
- màquina de cosir sense bobina (1940)
- "Protograph" - una màquina d'escriure que permetia fer quatre còpies d'un document (1932)
- "Continuously-attached Envelopes" per enviaments de correu massius (1952)
- "Dolly Dips" esponges amb sabó per nens (1929)
- "Miss Illusion" nina amb ulls que poden canviar de color i tancar-se (1935)
- Corró de cabells (1925)
- Bossa per parasol (1925)
- Umbrella Runner Shield Attachment (1926)
- Aparell per fer esport a l'aigua (1927)
- Poodle-Dog Doll (1927)
- Ball Covering (1927)
- Foot Covering (1927)
- Sealing Device for Inflatable Bodies (1929)
- Valve For Inflatable Articles (1929)
- Henry Closure Construction (1930)
- Henry Valve for Inflatable Articles (1931)
- Duplicating Device for Typewriting Machines (1932)
- Duplicating Attachment for Typewriters (1932)
- Writing Machine (1936)
- Multicopy Attachment for Typewriters (1937)
- Movable Eye Structure for figure Toys (1935)
- Double Chain Stitch Sewing Machine (1936)
- Feeding and Aligning Device (1940)
- Seam and Method of Forming Seams (1941)
- Sewing Apparatus (1941)
- Typewriting Machine (1941)
- Device for Producing Articulate Sounds (1941)
- Duplex Sound Producer (1944)
- Continuously Attached Envelopes (1952)
- Can Opener (1956)
- Direct and Return Mailing Envelope (1962)